# Dysstroma alexandrowskana
Dysstroma alexandrowskana là một loài bướm đêm trong họ Geometridae.